# Taxe covid
La contribution exceptionnelle des organismes complémentaires en santé aux dépenses liées à la gestion de l'épidémie de Covid-19 dite taxe covid est une taxe affectée française exceptionnelle destinée à compenser les profits des complémentaires liés à la crise sanitaire.

## Historique
Dès le mois de juin 2020, le gouvernement alerte les complémentaires qu'elles « ne peuvent en aucune façon tirer un bénéfice économique de cette crise ». Le gouvernement souhaite mettre en place une contribution exceptionnelle destinée à récupérer les montants non déboursés du fait de la baisse des dépenses de santé à la suite du report de soins des Français durant le confinement. La contribution exceptionnelle doit également financer les dépenses supplémentaires de l’assurance maladie obligatoire (prise en charge à 100 % par l'Assurance-maladie de certains actes, tels que les téléconsultations ou les tests de dépistage.
Le gouvernement évalue la baisse des dépenses à 2,2 milliards d'euros en 2020 et souhaite récupérer 1,5 milliard. La Mutualité française critique ce projet. Elle estime que les impacts de la crise ne pourront être évalués qu’en 2021, notamment une fois connu le niveau de rattrapage des soins et les cotisations impayées des entreprises.
Durant l'examen du projet de loi de financement de la sécurité sociale, le rapporteur général de l'assemblée nationale Thomas Mesnier a rappelé qu'une contribution exceptionnelle avait été mise en place lors de l’épidémie de grippe A (H1N1) en 2010,. La France a connu d'autres impôts exceptionnels, comme la contribution volontaire de 1926 destinée à sauver le franc et diminuer la dette publique ou la contribution exceptionnelle sur les bénéfices de guerre durant la Première Guerre mondiale.

## Caractéristiques

### Redevables
La contribution exceptionnelle sera assise sur la taxe de solidarité additionnelle. Elle sera due par les organismes complémentaires d'assurance maladie (OCAM), c'est-à-dire des mutuelles, institutions de prévoyance, assureurs.

### Bénéficiaire
Le produit de la contribution sera intégralement affecté à la caisse nationale de l'assurance maladie.

### Produit
La taxe covid doit rapporter 1 milliard d'euros en 2020 et 500 millions d'euros en 2021.